# Benzenbach (Brettach)
Der Benzenbach ist ein etwa dreieinhalb Kilometer langer Bach im Gemeindegebiet von Mainhardt im Landkreis Schwäbisch Hall im nordöstlichen Baden-Württemberg, der nach erst westlichem, dann südlichem Lauf etwas oberhalb der Mainhardter Vordermühle von rechts in die obere Brettach mündet.

## Geographie

### Verlauf
Der Benzenbach beginnt seinen Lauf östlich von Hegenhof an der Straße nach Hegenhäule auf etwa 483 m ü. NHN. Dort beginnt in einem Wiesengelände ein die ersten zweihundert Meter ungefähr nordwestwärts laufender unscheinbarer Graben, der dann an einigen ersten Bäumen nahe am Lauf nach Westen schwenkt. Nach noch einmal so viel Wegs setzt am Nordrand neueren Siedlungsgebietes von Steinhof eine begleitende, erlendominierte Baumgalerie ein und der Bach beginnt nun sich zu schlängeln und einzutiefen. 
Das bis zu einem halben Meter unter der Geländekante liegende, meist um anderthalb Meter breite Bett des naturnahen Bachs pendelt dann meist in einem Auwäldchen, auf einem Teilabschnitt ist es aber auch begradigt, dort liegt ein Seggenried am Ufer. Zwischen den letzten Häusern des Weilers Lachweiler im Südosten und den ersten des Dorfes Geißelhardt im Nordwesten quert die K 2670 den Bachlauf, der dann in voriger Weise einen weiteren Viertelkilometer am Südrand von Geißelhardt vorbeiläuft.
Danach mündet etwa von Norden kommend an den Brunnenäckern der Kibitzenseebach, der am Kibitzensee entsteht und den bisherigen Oberlauf des Benzenbachs mit seiner Länge von 1,3 km um Weniges, mit seinem Teileinzugsgebiet deutlicher übertrifft. Nach einem vergleichsweise naturnahen Oberlauf durchquert er Geißelhardt und mäandriert zuletzt in einem kleinen Talwäldchen sehr stark, schmaler, aber stärker eingeschnitten als zuletzt der Benzenbach selbst.
Dieser wendet sich an seinem größten Zufluss auf hinfort südwestlichem bis südlichem Lauf. Den dort nun etwa 20 Meter in die umgebende Hochebene eingegrabenen Bachlauf begleitet von nun an linksseits ein Hangwald, während der Hang gegenüber zunächst noch eine feuchte Wiese ist, aus dem ein kurzer, aber recht kräftiger Quellabfluss zuläuft und eine kleine Schilffläche liegt, gleich danach folgt im nun auch rechtsseits einsetzenden Hangwald ein quellgespeister Kleinteich. Am Lauf steht auf diesem Abschnitt ein Pumpwerk, das Wasserfassungen nahe am Lauf nutzt.
Nach einer kurzen Waldklinge von links mündet das Klingenbächle von Nordosten, nachdem es in seiner flacheren Mündungsbucht zuletzt einen nicht ganz 0,2 h großen Teich durchlaufen hat. Die Talmulde, inzwischen linksseits bis zur Hangkante bewaldet und rechtsseits bis wenigstens zum mittleren Hang, tieft sich nun immer stärker ein. Weiter abwärts fließt der Bach in seinem stark geschlungenen Lauf an der Kläranlage bei Gailsbach vorbei, dort liegt der Talgrund schon fast 40 Meter unter dem auf der rechten Hochebene stehenden Dorf.
Etwa dreihundert Meter vor seiner Mündung rückt der Bach an den rechten Hangfuß, linksseits erstreckt sich nun eine feuchte Wiese auf dem Talgrund. Die etwa einen Meter unter der Geländehöhe auf dem Talgrund liegende Gewässersohle ist dort etwa anderthalb Meter breit und hat sandiges bis kiesiges Sediment, über dem auch Blöcke liegen. Teilweise fließt er über Felsplatten aus Sandstein, über deren Ende er in kleinen Abstürzen herabfällt.
Schließlich mündet der Benzenbach etwas östlich und oberhalb der Vordermühle von Mainhardt auf etwa 404 m ü. NHN in die obere Brettach. Im oberen Mündungswinkel liegt neben der Brettach ein etwa 0,4 ha großer Teich, gegenüber der Mündung ein etwas weniger als 0,2 ha großer.
Der Benzenbach mündet nach 3,4 km langem Lauf mit mittlerem Sohlgefälle von etwa 23 ‰ rund 79 Höhenmeter unterhalb seines Grabenbeginns östlich von Hegenhof.

### Einzugsgebiet
Der Benzenbach hat ein 3,7 km² großes Einzugsgebiet. Nach Naturraum gehört es zum Unterraum Hinterer Mainhardter Wald im Mainhardter Wald der Schwäbisch-Fränkischen Waldberge. Es ist eine Hochfläche ziemlich einheitlicher Höhe von bis zu 491 m ü. NHN (nahe Hegenzhäule im Wald), in die sich allein die Talmulden der Gewässer teilweise stärker eingetieft haben. Auf dem kleineren Teil der Gesamtfläche im Benzenbach-Untertal und vereinzelt auch auf der Hochfläche steht Wald, der größere Teil jedoch ist offen und wird etwa in gleichem Maße beackert wie als Grünland genutzt.
Das Gebiet liegt zur Gänze im Gemeindegebiet von Mainhardt, der etwas größere nördliche Teil in der Teilgemarkung Geißelhardt, der kleinere und tiefere in der zentralen Gemarkung der Gemeinde. In der Geißelhardt Teilgemarkung stehen etwa mittig das Dorf Geißelhardt, auf der südöstlichen Wasserscheide der Weiler Lachweiler mit ganz innerhalb den inzwischen baulich verbundenen Wohnplätzen Hegenhof und Steinhof, auf der östlichen der Wohnplatz Hegenhäule und auf der nördlichen der Weiler Dürrnast; in der Mainhardter Teilgemarkung nur auf der westlichen Wasserscheide der Weiler Gailsbach mit Seehäuser.
Reihum grenzen die Einzugsgebiete der folgenden Nachbargewässer an:
- Im Norden und Nordosten konkurrieren linke Nebenflüsse der oberen Ohrn vom Lohklingenbach bis hinauf zum Brunnenklingenbach;
- im Südosten liegt das Quellgebiet der den Benzenbach aufnehmenden Brettach, die abwärts der Ohrn ebenfalls dem Kocher zumündet
- im Südsüdosten läuft ihr der Odenbach wenig oberhalb des Benzenbachs zu;
- jenseits der westlichen Wasserscheide entstehen die abwärtigen rechten Brettach-Zuflüsse bis hinab zum Steinbrückenbächle.

### Zuflüsse und Seen
Liste der Zuflüsse und  Seen von der Quelle zur Mündung. Gewässerlänge, Seefläche, Einzugsgebiet und Höhe nach den entsprechenden Layern auf der Onlinekarte der LUBW. Andere Quellen für die Angaben sind vermerkt.
Auswahl.
Ursprung des Benzenbachs auf etwa 483 m ü. NHN wenig östlich von Mainhardt-Hegenhof an der Straße nach Mainhardt-Hegenhäule.
- Kibitzenseebach, von rechts und Norden auf 444,2 m ü. NHN[LUBW 7] am Südrand von Geißelhardt, 1,3 km und ca. 1,0 km².
Der Namensoberlaufast des Benzenbachs ist bis zum Zusammenfluss erst 1,2 km lang und trägt ein nur etwa 0,8 km² großes Teileinzugsgebiet bei.
  -  Entsteht auf etwa 476 m ü. NHN am Kibitzensee in der Waldinsel Häule etwa 0,7 km westlich von Dürrnast, etwas unter 0,1 ha.
- Klingenbächle, von rechts und Nordwesten auf etwa 432 m ü. NHN, 0,7 km und ca. 0,5 km². Entsteht auf etwa 460 m ü. NHN an der L 1050 nördlich von Seehäuser.
  -  Durchfließt auf etwa 435 m ü. NHN einen mündungsnahen Teich, etwas unter 0,2 ha.

Mündung des Benzenbachs von rechts und Norden auf etwa 404 m ü. NHN etwa 0,3 km östlich und oberhalb der Mainhardter Vordermühle in ie obere Brettach. Der Benzenbach ist 3,4 km lang, auf dem Strang mit dem längeren rechten Oberlauf Kibitzenseebach sogar 3,5 km, und hat ein 3,7 km² großes Einzugsgebiet.

## Geologie
Im weitaus größten Teil des Einzugsgebietes steht Stubensandstein (Löwenstein-Formation) an. Allein in den Talrinnen der beiden Oberläufe etwa ab dem Ortsbereich von Geißelhardt und im Untertal danach ist das Gelände bis in die darunterliegenden Oberen Bunten Mergel (Mainhardt-Formation) erodiert. Auf einem kleinen letzten Talstück vor der Mündung hat sich der Benzenbach dann bis in den Kieselsandstein (Hassberge-Formation) eingeschnitten.
Zwei Geotope schließen den Stubensandstein auf, ein aufgelassener Sandsteinbruch am Nordostrand von Geißelhardt und eine ehemalige Mergelgrube bei Seehäuser.

## Schutzgebiete
Der Kibitzensee am Ursprung des Kibitzenseebachs und sein Uferbereich sind als Naturdenkmal geschützt, ebenso eine Auenwaldfläche wenig abwärts am Ufer dieses Baches im Häule.
Auf dem Grund des unteren Tals erstreckt sich auf einer Länge von über 300 m von etwas oberhalb der Mündung des Klingenbächles bis etwas unterhalb das 0,7 ha große Naturdenkmal Benzenbachtal. 
Fast das gesamte obere Einzugsgebiet bis hinunter zur Mündung des Klingenbächles liegt in einem Wasserschutzgebiet. Die erwähnten Wasserfassungen liegen im Gewann Teich im schon teilweise bewaldeten Tal zwischen Geißelhardt und dieser Nebenbachmündung. Das gesamte Einzugsgebiet liegt im Naturpark Schwäbisch-Fränkischer Wald.

## Tourismus
Das Einzugsgebiet ist ungefähr gerahmt von Wanderwegen des Schwäbisches Albvereins.
Der Limes-Wanderweg folgt der Trasse des Obergermanisch-Raetischen Limes und lange etwa der westlichen Wasserscheide. Ein davon an der Vordermühle abgehender Blau-Kreuz-Wanderweg quert das unterste Tal, folgt dann der südöstlichen Wasserscheide in Richtung Schuppach im Ohrntal und läuft weiter nach Waldenburg. Etwa auf der dritten langen Wasserscheide im Nordosten verläuft ein Rot-Kreuz-Wanderweg von Bubenorbis in Richtung Neuwirtshaus, ab wo er mit dem Limes-Wanderweg gebündelt ist. 

### LUBW
Amtliche Online-Gewässerkarte mit passendem Ausschnitt und den hier benutzten Layern: Lauf und Einzugsgebiet des Benzenbachs

Allgemeiner Einstieg ohne Voreinstellungen und Layer: Daten- und Kartendienst der Landesanstalt für Umwelt Baden-Württemberg (LUBW) (Hinweise)
1. 1 2 3 4 5  Höhe nach dem Höhenlinienbild auf dem Hintergrundlayer Topographische Karte.
2. 1 2 3  Länge nach dem Layer Gewässernetz (AWGN).
3. 1 2  Einzugsgebiet nach dem Layer Basiseinzugsgebiet (AWGN).
4. ↑  Natur teilweise nach dem Layer Geschützte Biotope.
5. 1 2  Seefläche nach dem Layer Stehende Gewässer.
6. ↑  Einzugsgebiet abgemessen auf dem Hintergrundlayer Topographische Karte.
7. ↑  Höhe nach grauer Beschriftung auf dem Hintergrundlayer Topographische Karte.
8. ↑  Geotope nach dem einschlägigen Layer.
9. ↑  Schutzgebiete nach den einschlägigen Layern.

### Andere Belege
1. ↑  Wolf-Dieter Sick: Geographische Landesaufnahme: Die naturräumlichen Einheiten auf Blatt 162 Rothenburg o. d. Tauber. Bundesanstalt für Landeskunde, Bad Godesberg 1962. → Online-Karte (PDF; 4,7 MB)
2. ↑  Geologie nach den Layern zu Geologische Karte 1:50.000 auf: Mapserver des Landesamtes für Geologie, Rohstoffe und Bergbau (LGRB) (Hinweise). Ein ähnliches Bild bietet die unter → Literatur aufgeführte geologische Karte.